# نوال باقر
نوال باقر ممثلة كويتية، شاركت بعدة أعمال بين ستينيات وسبعينيات القرن العشرين، ما بين التلفزيون والمسرح، من أبرز أعمالها بس يا بحر، الساق المبتورة، لعبة حلوة.